# YJ-62 (ミサイル)
YJ-62（中国語: 鷹撃-62, 拼音: Ying-Ji-62）は、中華人民共和国で開発された対艦ミサイル。輸出名はC-602。

## 概要
1970年代、HY-2の空対艦ミサイル型としてYJ-6（輸出名: C-601）が開発、配備されていた。本ミサイルは、それとは直接は関係はない。本ミサイルはYJ-83の拡大版であり、弾頭重量と射程を大幅に拡張している。中国海鷹機電技術研究院（CHETA; 第三航空宇宙学院）が開発し、2004年に蘭州級駆逐艦（052C型）と共に公開された。2005年ごろから実用段階に入ったものと考えられている。
YJ-83から設計は全面的に刷新されている。寸法は一回り大きく、弾頭重量は210キログラムに大型化され、また射程も延伸されている。アメリカ海軍情報局（ONI）では、「150海里 (280 km)の射程で、中・大型艦を撃沈できるよう設計されている」と分析している。またのちに、射程を400キロメートル (220 nmi)に延伸したYJ-62Aも開発された。なおこれらはいずれもシースキマー型の対艦ミサイルであり、終末航程では、シーステート6までなら7－10メートルの攻撃高度で飛翔することができる。射程・重量ともにロシアのクラブに類似するが、終末航程での超音速性能は備えていない。